# Климатрон

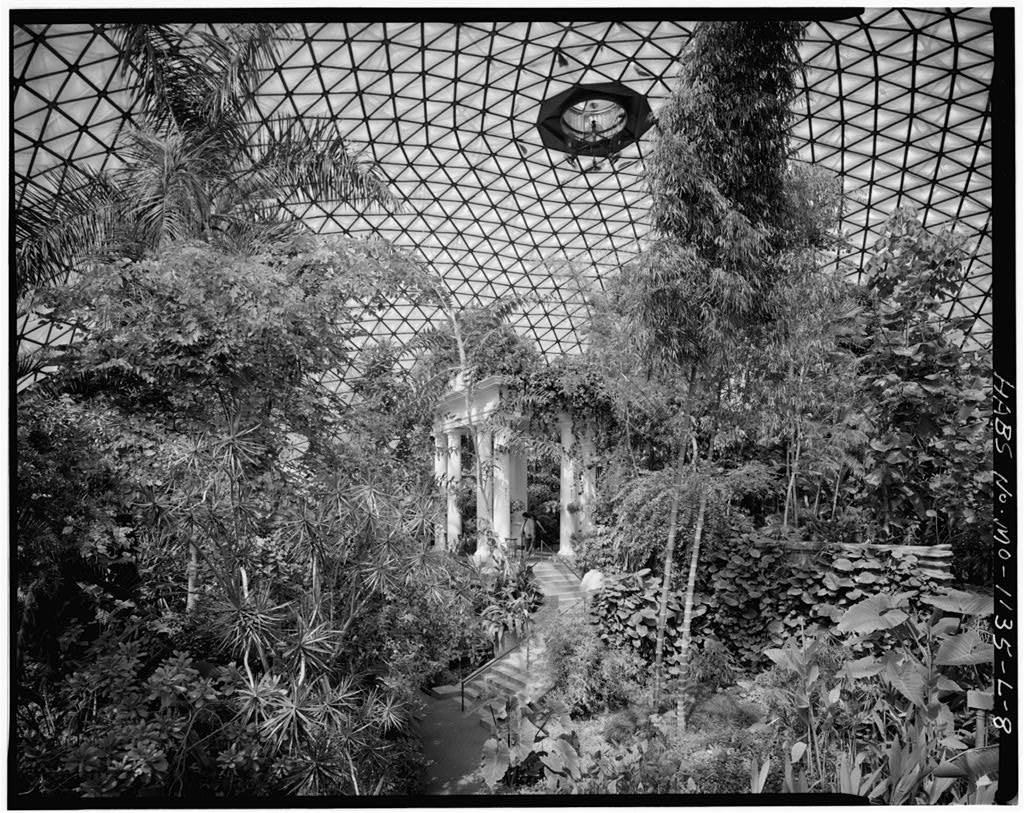
В климатроне Ботанического сада Миссури. Фотография 1983 года

Климатрон (от климат и греч. thronos — местопребывание) — помещение для воспроизведения искусственным путём климатических условий, соответствующих климату определённых географических зон.
В климатронах выращивают не отдельные виды растений, как в Фитотронах, а создают растительные сообщества, типичные для определённых зон. Строят климатроны из прозрачных материалов.

## История
Родоначальником климатрона был купол, который активно использовался в Древнем Египте.

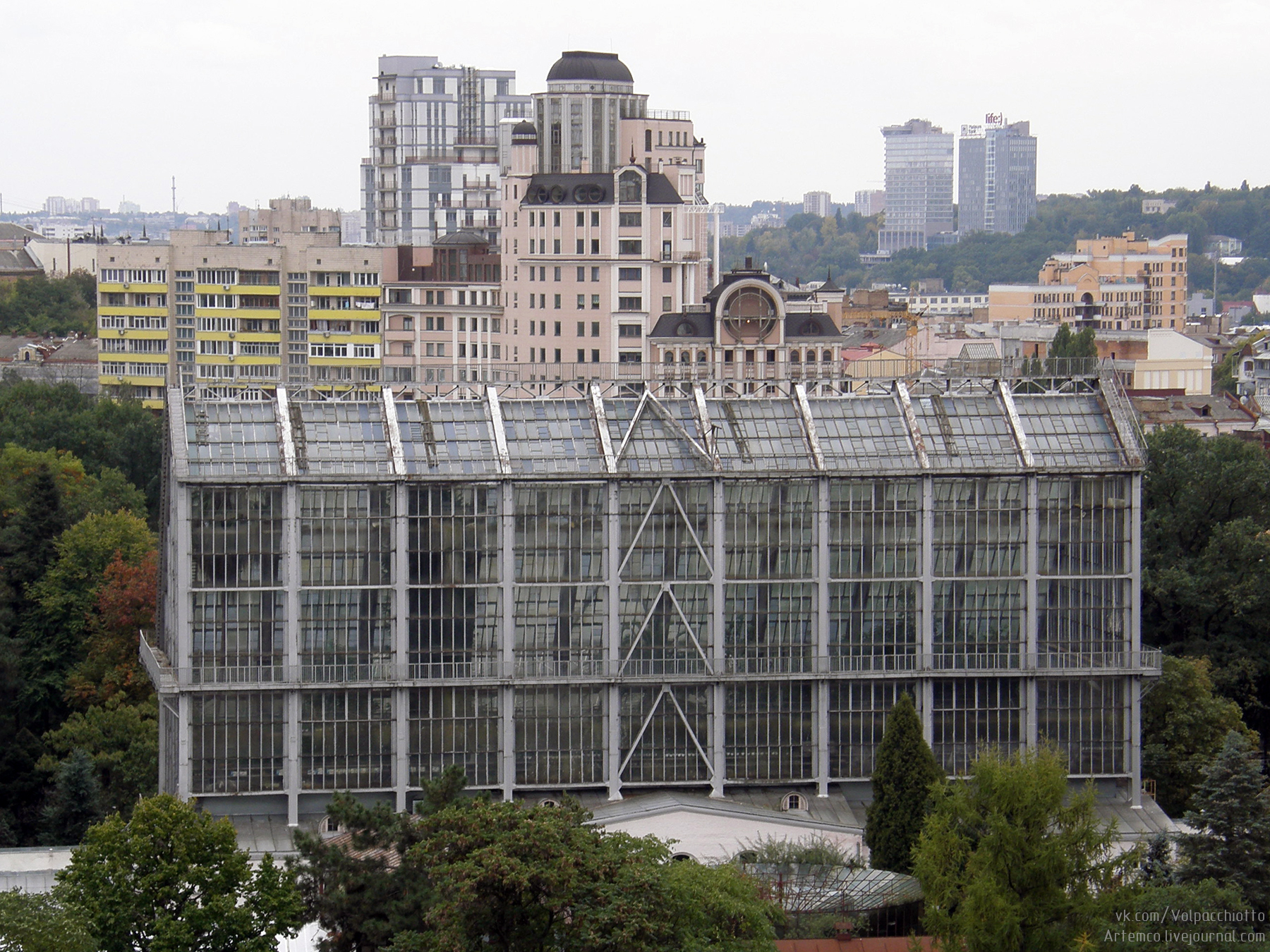
Климатрон ботанического сада им. Фомина (Киев) высотой 30 м — самый высокий в мире

Первый климатрон был построен в 1960 году в Ботаническом саду Миссури в Сент-Луисе (США). Название климатрон было придумано директором Фрицем Вэнтом. Однако уже через несколько лет после начала эксплуатации этот климатрон утратил свою функциональность, поскольку алюминиевый каркас перекосился, купол утратил герметичность, а пластмассовое «застекление» изменило цвет. В 1988 году на реконструкцию Климатрона в Сент-Луисе ушло $ 6 млн, повторно он был открыт в 1990 году. Около трёх тысяч стекол купола имеют треугольную форму 72-х различных конфигураций. Диаметр купола составляет 52,9 м, высота — 21 м, у него нет никакой внутренней поддержки. В 1961 году создатели Климатрона получили премию Reynolds за удачное использование алюминиевых конструкций. В 1976 году оранжерея была названа одним из 100 наиболее существенных архитектурных достижений в истории Соединенных Штатов Америки.
В 1965 году в Хьюстоне появился один из крупнейших крытых стадионов — Астродом. На основании удачного эксперимента и для того, чтобы «смягчить» малопригодные для проведения спортивных соревнований погодные условия, владелец одной из бейсбольных команд Рой Хофхеинз[уточнить] решил накрыть стадион огромным куполом. Своё название стадион получил благодаря расположенному рядом космическому штабу НАСА. При его строительстве была использована масса технических новинок. Искусственный микроклимат внутри 18-этажного сооружения поддерживается только кондиционерами. Но с началом проведения соревнований выяснилось, что играть в бейсбол на стадионе невозможно — более четырех тысяч окон купола действовали как линзы, улавливая солнечные лучи и слепя игроков. Часть окон покрыли белой краской. Вскоре после этого погибла вся трава, покрывающая стадион — солнечного света катастрофически не хватало. Хофхейнз нашел выход и из этого положения. Была создана искусственная, пластмассовая трава — Астроторф.